# Малик Яків Олександрович
Яків Олександрович Малик (23 листопада (6 грудня) 1906, с. Островерхівка, Харківська губернія, Російська імперія — 11 лютого 1980, Москва) — державний діяч комуністичної Росії, дипломат. Посол СРСР в Японії (1942—1945). Посол у Великій Британії (1953—1960). Заступник міністра закордонних справ СРСР (1946—1953) та (1960—1967). Постійний представник СРСР при ООН і в РБ ООН (1948—1952) і (1967—1976). Кандидат у члени ЦК КПРС у 1952—1961 роках.

## Біографія
Народився 6 грудня 1906 в селі Островерхівка Харківської губернії (нині — село Гостроверхівка Чугуївського району, Харківська область).
У 1930 закінчив з відзнакою Харківський інститут народного господарства. Після закінчення інституту народного господарства перебував на радянській роботі в Українській СРР. Тоді ж працював економістом у місті Харкові.
У 1935—1937 роках навчався в Інституті дипломатичних та консульських працівників Наркомату закордонних справ СРСР у Москві.
У 1937—1939 роках працював у Народному комісаріаті закордонних справ СРСР. Перша посада — референт (вільно володів японською, англійською та французькою мовами), але через деякий час — помічник завідувача відділу друку. 1939 скеровується на посаду повноважного представника СРСР в Японії. 18 травня 1942 його призначають надзвичайним та повноважним послом СРСР в Японії (вручення вірчих грамот країні — союзнику нацистської Німеччини — відбулося 8 липня 1942). Цей пост він займав аж до однобічного розриву відносин із Японією та початку радянсько-японської війни у серпні 1945. Цього дня вручає ноту про оголошення Сталіним війни японському уряду. При бомбардуванні Хіросіми знаходився на території Японії.
З 9 серпня 1945 по серпень 1946 перебував на посаді політичного радника при Союзній Раді в Японії. У грудні 1945 як член делегації СРСР брав участь у роботах Московської наради міністрів закордонних справ СРСР, США та Великої Британії.
24 січня 1947 був призначений заступником тодішнього міністра закордонних справ СРСР — Молотова В'ячеслава Михайловича. Через рік роботи в міністерстві був делегований як постійний представник СРСР при ООН, а також постійним представником СРСР в Раді Безпеки ООН (з травня 1948 по жовтень 1952).
З жовтня 1952 по березень 1953 року — 1-й заступник міністра закордонних справ СРСР. Цього разу працював під патронатом Андрія Вишинського.
Після смерті Сталіна, з 19 квітня 1953 по 14 січня 1960 року — надзвичайний та повноважний посол СРСР у Великій Британії. У червні 1953 в бесіді з новим большевицьким послом у Лондоні Маликом Черчилль поділився своїми враженнями про особисті зустрічі з Йосипом Сталіним. 
З січня 1960 по 1968 рік — заступник міністра закордонних справ СРСР, але вже під патронатом Андрія Громика.
У 1968 — листопаді 1976 року — постійний представник СРСР в Раді Безпеки Організації Об'єднаних Націй.
З листопада 1976 року — персональний пенсіонер союзного значення в Москві.
Помер 11 лютого 1980 року. Похований Малик Яків Олександрович на Новодівичому кладовищі в Москві.

## Нагороди та відзнаки
- Три ордени Леніна
- Медаль «За доблесну працю у Великій Вітчизняній війні 1941—1945 рр.»